# Thierry Paiva
Thierry Paiva (Francia, 19 de noviembre de 1995) es un jugador profesional francés de rugby que se desempeña en la posición de pilar izquierdo en Stade Rochelais, equipo perteneciente a la liga Top 14.

## Carrera
Paiva es un jugador de formación francesa (JIFF). Comenzó su carrera deportiva con el equipo Union Bordeaux Bègles, en el cual jugó tres temporadas (2013-2016), después pasó a US Carcassonne (2016-2017), luego regresó a Union Bordeaux Bègles (2017-2022), posteriormente pasó a Stade Rochelais, donde lleva jugando dos temporadas.